# Waarschoot
Waarschoot és un antic municipi belga de la província de Flandes Oriental a la regió de Flandes. És el resultat de la fusió dels antics municipis de Waarschoot i Beke. Al seu torn, l'1 de gener de 2019 va fusionar amb Lovendegem i Zomergem per formar un municipi nou que va prendre el nom de Lievegem, segons el nom del curs d'aigua del Lieve que connecta els tres nuclis.

## Evolució demogràfica
- Font:NIS

## Situació
I:Waarschoot  II:Beke
- a. Eeklo
- b. Lembeke (Kaprijke)
- c. Sleidinge (Evergem)
- d. Lovendegem
- e. Zomergem
- f. Oostwinkel (Zomergem)

## Personatges il·lustres
- Johan de Muynck, ciclista